# Alexander Michailowitsch Rimski-Korsakow

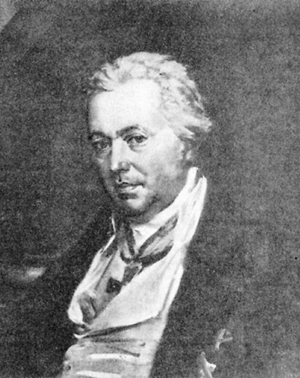
Alexander Rimski-Korsakow

Alexander Michailowitsch Rimski-Korsakow (russisch Александр Михайлович Римский-Корсаков; wissenschaftliche Transliteration Aleksandr Michajlovič Rimskij-Korsakov, * 24. August 1753 in Moskau; † 25. Mai 1840 in Sankt Petersburg) war ein russischer General in den Koalitionskriegen.

## Leben
Korsakow begann sehr jung mit einer Militärkarriere. Er kämpfte mit Auszeichnung im Russisch-Österreichischen Türkenkrieg 1788 und 1789 und im Russisch-Schwedischen Krieg. Als Generalmajor des Semjonowskischen Garde-Regiments wurde er von der Zarin Katharina II. beauftragt, den Grafen Artois nach England zu begleiten, und begab sich von da nach Flandern, wo er am 26. Juni 1794 der Schlacht bei Fleurus beiwohnte. Nach Petersburg zurückgekehrt, nahm er unter Subow am Krieg gegen Persien teil.
Zar Paul I. rief ihn bei seiner Thronbesteigung zurück und übergab ihm 1799 das Kommando über eine Armee von 40.000 Mann, um nach dem Feldzugsplan des Erzherzogs Karl die Franzosen aus der Schweiz zu vertreiben. Korsakow nahm nebst dem österreichischen Korps des Generals Friedrich von Hotze eine Stellung bei Zürich, wurde aber hier am 25. September in der Zweiten Schlacht von Zürich von den Franzosen unter André Masséna angegriffen und geschlagen. Er musste sich zurückziehen, führte die Reste seiner Armee nach Lindau und vereinigte sie mit dem Heer des Marschalls Alexander Suworow, der den Oberbefehl übernahm. Korsakow kehrte mit Suworow über Böhmen nach Russland zurück. Bei der Thronbesteigung Alexanders I. 1801 wurde Korsakow zum General der Reiterei ernannt. Von 1805 bis 1830 war er Generalgouverneur von Litauen, später Mitglied des Reichsrates in Sankt Petersburg.
Dieser Artikel basiert auf einem gemeinfreien Text aus Meyers Konversations-Lexikon, 4. Auflage von 1888 bis 1890.
| Personendaten    | Personendaten                                                           |
| ---------------- | ----------------------------------------------------------------------- |
| NAME             | Rimski-Korsakow, Alexander Michailowitsch                               |
| ALTERNATIVNAMEN  | Римский-Корсаков, Александр Михайлович (russisch); Korsakoff, Alexander |
| KURZBESCHREIBUNG | russischer General                                                      |
| GEBURTSDATUM     | 24. August 1753                                                         |
| GEBURTSORT       | Moskau                                                                  |
| STERBEDATUM      | 25. Mai 1840                                                            |
| STERBEORT        | Sankt Petersburg                                                        |